# Lúculo
Lúcio Licínio Lúculo (118–56 a.C.; em latim: Lucius Licinius Lucullus) foi um político da gente Licínia da República Romana eleito cônsul em 74 a.C. com Marco Aurélio Cota. Combateu sob o comando de Sula na Guerra Social e na Primeira Guerra Mitridática, voltando com ele para a Itália romana para apoiá-lo na primeira guerra civil. Porém, é mais famoso por ter finalmente derrotado Mitrídates VI do Ponto na Terceira Guerra Mitridática. Marco Terêncio Varrão Lúculo, cônsul no ano seguinte, era seu irmão.

## Ascendência e primeiros anos
Lúculo era filho de Lúcio Licínio Lúculo, que havia sido pretor em 104 a.C. e comandou, sem muito sucesso, uma força durante a Segunda Guerra Servil. Ele acabou sendo exilado depois de retornar a Roma, condenado por concussão. Seu avô paterno também chamado Lúcio Licínio Lúculo, foi cônsul em 151 a.C. e, em seguida, foi governador da Hispânia Citerior. Por meio de sua mãe, Cecília Metela Calva, filha do cônsul Lúcio Cecílio Metelo Calvo, era primo de Quinto Cecílio Metelo Pio. Politicamente, era parte do círculo interno de aliados de Sula.
Não há informação alguma sobre a data de seu nascimento, mas, segundo Plutarco, era mais velho que Pompeu, o que permite inferir que tenha nascido antes de 106 a.C. Estima-se que a data correta seja 118 a.C. por que seu irmão mais novo, Marco Terêncio Varrão Lúculo foi edil plebeu em 80 a.C., um posto que exigia uma idade mínima de trinta e seis anos. Como os dois eram irmãos, não havia um grande intervalo de tempo entre os nascimentos dos dois pois suas carreiras políticas correram quase simultâneas.
No início da década de 90 a.C., Lúculo acusou, com seu irmão, o áugure Caio Servílio Vácia de cometer injustiças. Este teria sido o responsável, anos antes, de ter desterrado o pai dos dois para a Lucânia por acusações de concussão. Durante o julgamento ocorreram muitos atos de violência que resultaram inclusive em mortes e Vácia acabou tendo que fugir da cidade. Apesar disto, a população considerou "heroico" o ato dos dois jovens irmãos contra um mal-feitor, o que lhes deu grande popularidade.

## Carreira militar

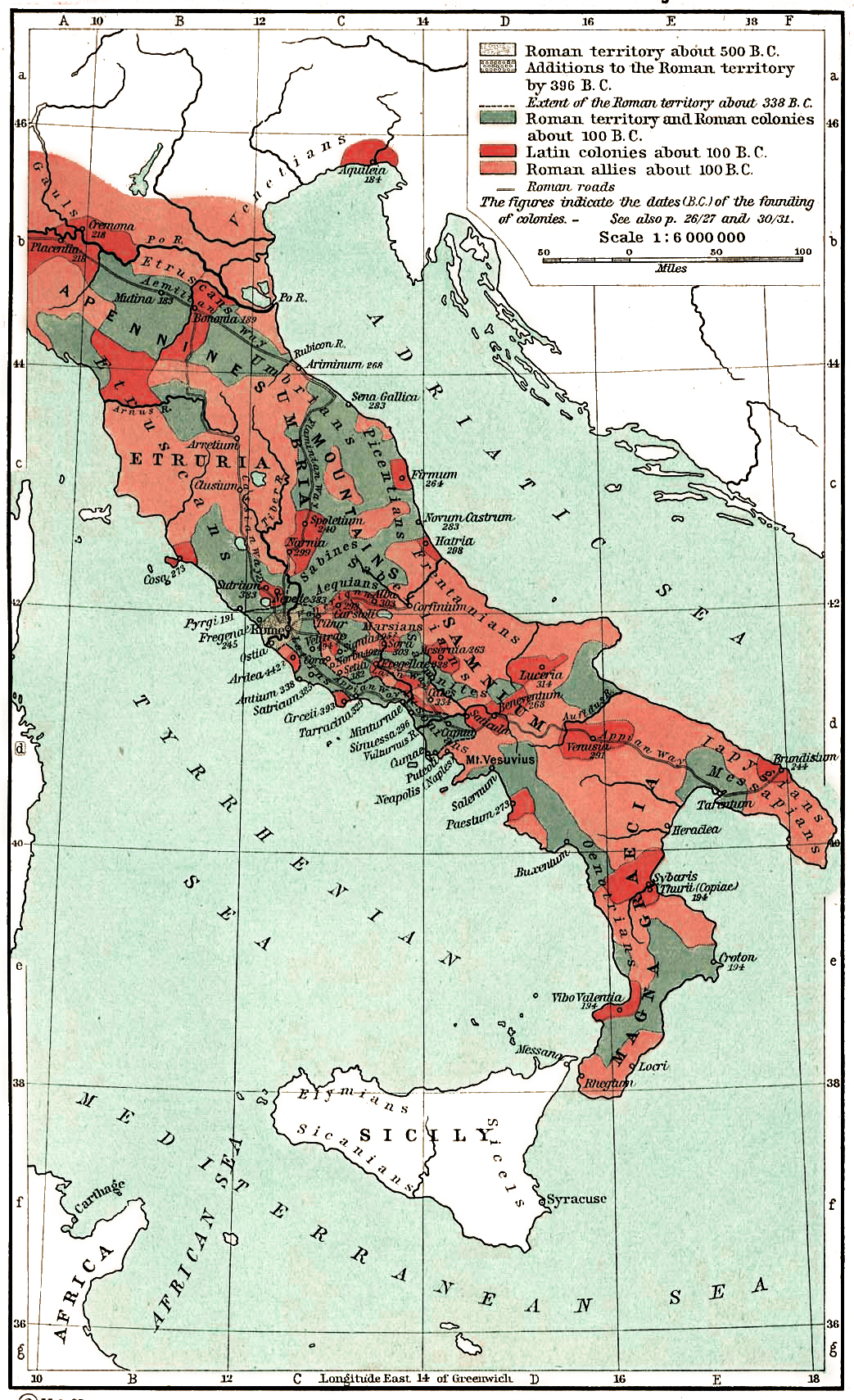
Mapa da Itália durante a Guerra Social (91-88 a.C.)

### Conflitos na Itália
No final de 91 a.C., os aliados italianos, depois de terem tentado de todas as formas obter a cidadania romana, se revoltaram contra Roma e iniciaram a chamada Guerra Social. Lúculo lutou como tribuno militar, mas é provável que esta guerra não tenha o seu batismo de fogo, uma vez que, para ocupar este cargo era necessário ter participado de pelos menos cinco campanhas, mas esta é a sua primeira ação militar conhecida. Já nesta época, muitos dos deveres que anos antes eram próprios dos tribunos militares, como o comando de uma legião, haviam passado para as mãos dos legados e, geralmente, os que ocupavam o posto de tribuno acabavam não se destacando e nem aumentando sua fama militar. Lúculo, apesar disto, se revelaria uma exceção à regra.
Sabe-se que Lúculo foi tribuno em 89 a.C. e, como se sabe que este posto podia ser ocupado por mais de um ano, é possível que ele também o tenha sido em 90 a.C.. Combateu primeiro sob as ordens do cônsul Lúcio Pórcio Catão e, quando ele foi morto na Batalha do Lago Fucino, passou para o comando de Lúcio Cornélio Sula, que vinha ganhando uma brilhante reputação por suas campanhas.

### Almirante da frota contra Mitrídates
Durante a Primeira Guerra Mitridática, no inverno de 87 até 86 a.C., foi proquestor. Sula o encarregou de organizar uma frota a partir de um esquadrão de seis navios com o objetivo de enfrentar o domínio marítimo da frota do Reino do Ponto. Lúculo visitou várias ilhas e cidades do Mediterrâneo oriental aliadas dos romanos e conseguiu reunir um conjunto considerável de navios, que comandou com maestria. Auxiliou Sula durante o Cerco de Atenas expulsando as forças pônticas das ilhas de Quios e de Colofão (86-5 a.C.). No verão de 85 a.C., recusou-se a ajudar o general popular Caio Flávio Fímbria, que havia encurralado Mitrídates em Mitilene, o que permitiu que ele fugisse de volta para o Ponto. Pouco depois, Lúculo derrotou a frota pôntica, dirigida por Neoptólemo, na Batalha de Tênedos em 85 a.C.), o que permitiu que Sula cruzasse para a Ásia Menor.

### Proquestor de Murena
Depois do Tratado de Dárdanos, que selou a paz com Mitrídates, Lúculo permaneceu entre 85 e 80 a.C. na Ásia, governada pelo propretor Lúcio Licínio Murena, ainda como proquestor, arrecadando dinheiro para financiar a guerra de Sula contra os populares, tarefa que realizou com êxito e sem extorsões pesadas, demonstrando grande habilidade como administrador. Ao mesmo tempo, tratou de reprimir com rapidez e vigor a revolta em Mitilene.

## Ascensão política
No final de 80 a.C., voltou para Roma e foi nomeado edil curul no ano seguinte junto com Marco Terêncio Varrão Lúculo, seu irmão. Segundo Plutarco, Lúculo havia se recusado a ocupar o posto enquanto seu irmão não tivesse idade suficiente para que pudessem fazê-lo juntos. Ambos financiaram jogos magníficos, notáveis por introduzir, pela primeira vez, o combate entre elefantes e touros.
O já moribundo Sula sempre o tratou com grande afeto, dedicando a ele as suas "Memórias" e encarregando-o de revisá-las e comentárias; além disso, Lúculo foi tutor do filho do ditador, Fausto Cornélio Sula. Segundo Plutarco, a preferência de Sula em detrimento de Pompeu foi um dos motivos da inimizade entre os dois.
Uma lei especial de Sula o permitiu ser eleito pretor logo depois de ser edil, em 78 a.C., e propretor no biênio 77-76 a.C., governando a África, onde Lúculo novamente revelou suas habilidades como administrador. Finalmente, ele foi eleito cônsul em 74 a.C. juntamente com Marco Aurélio Cota, opondo-se vigorosamente aos planos do tribuno da plebe Lúcio Quíncio de repelir as leis aprovadas por Sula.

## Terceira Guerra Mitridática

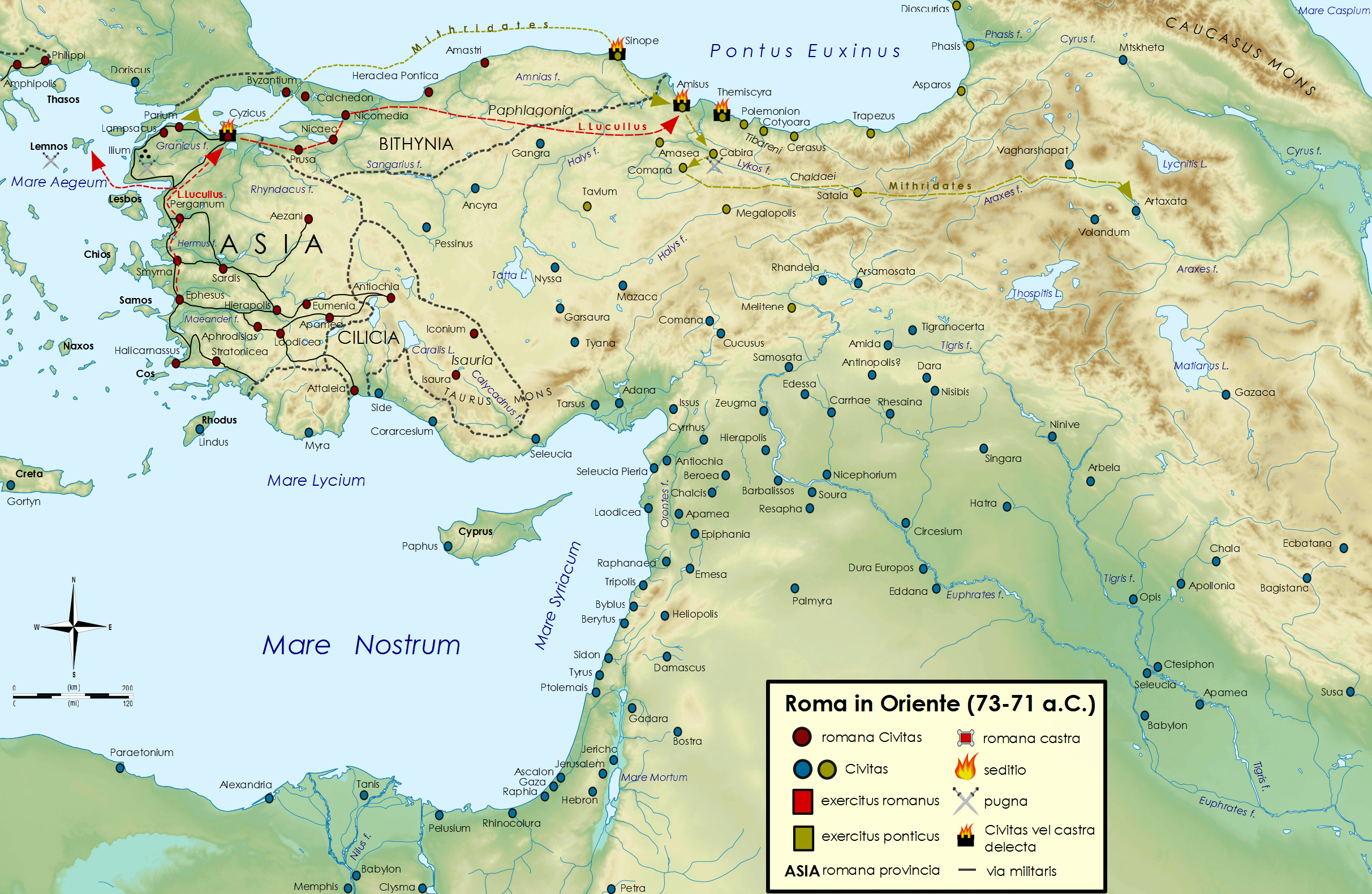
Mapa da região Ásia Menor entre 73 e, auge da Terceira Guerra Mitridática

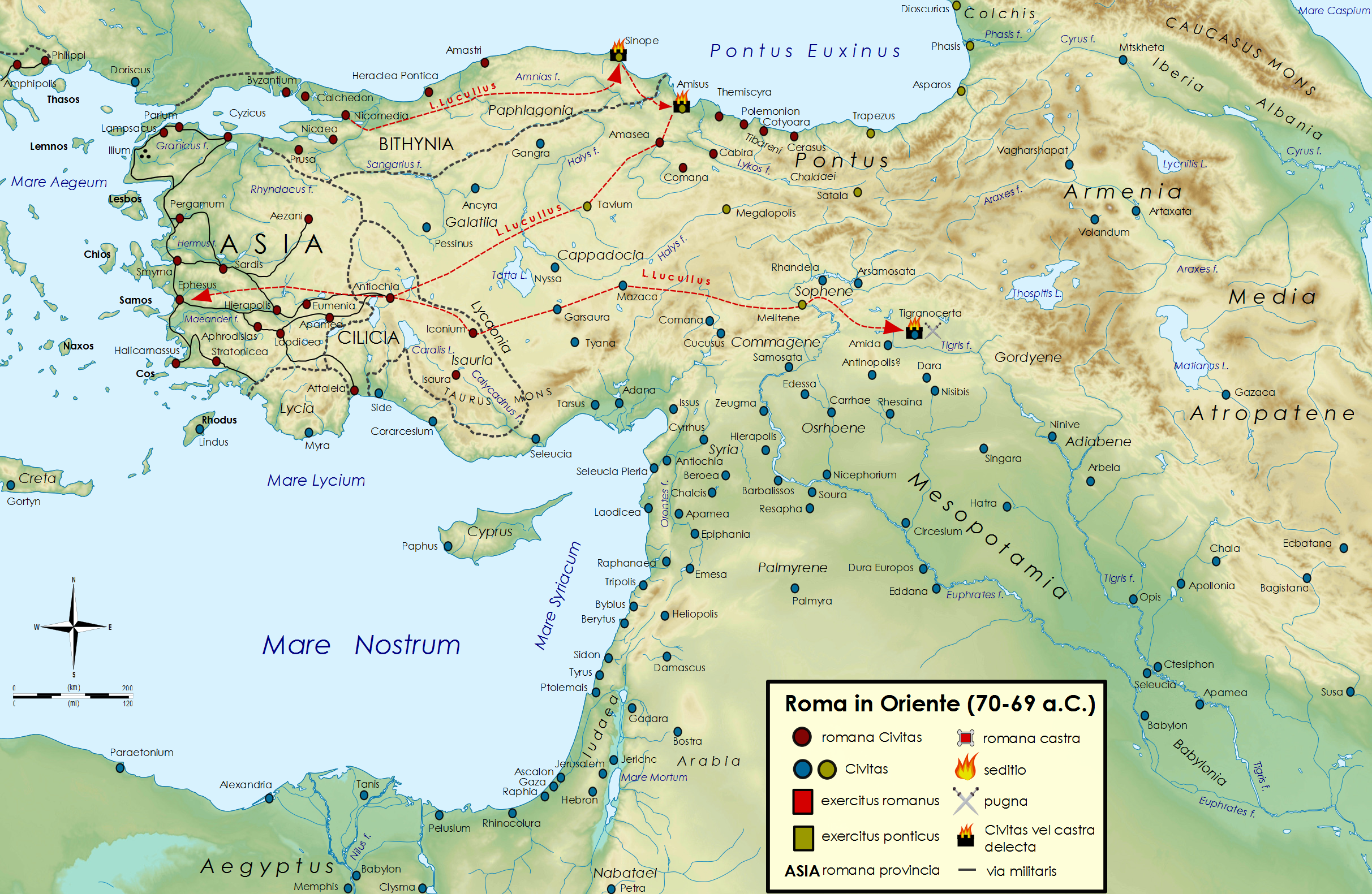
Mapa da região Ásia Menor entre 70 e, anos finais da Terceira Guerra Mitridática

No final de seu mandato consular, Lúculo recebeu a província da Gália Cisalpina e seu colega, Cota, a Bitínia, que foi deixada aos romanos como herança pelo último rei da Bitínia, Nicomedes IV. Porém, na mesma ocasião morreu Lúcio Otávio, o procônsul da Cilícia, e Lúculo conseguiu ser nomeado seu sucessor no lugar da Gália. Sua missão era conduzir a guerra por terra contra Mitrídates VI do Ponto enquanto Cota comandava a frota.

### Campanha de73 a.C.
No final do ano de 74 a.C., os dois cônsules já estavam na Ásia Menor. Lúculo vinha à frente de uma legião vinda da Itália e encontrou outras quatro na Ásia, as mesmas que haviam servido sob o comando de Fímbria anos antes. Lúculo restaurou a ordem e a disciplina entre as tropas e conseguiu reunir um total de 30 000 soldados e 2 500 cavaleiros. Ao mesmo tempo, recebeu a notícia que Mitrídates havia invadido a Bitínia (73 a.C.) com mais de 150 000 homens, derrotando Cota por terra e por mar, bloqueando-o em Calcedônia. Rapidamente Lúculo atravessou a Galácia, mas, ao tentar passar pela Frígia, foi detido em Otrieia por um destacamento de Mitrídates comandado por um romano exilado chamado Vário (Batalha de Tênedos). O combate em terra só não ocorreu por conta do aparecimento de um meteorito, considerado um mau presságio.
Enquanto isto, Mitrídates abandonou o cerco de Calcedônia e seguiu para Cízico. Lúculo, grande estrategista e um tático de extraordinário talento, também seguiu para lá, mas sem pressa, confiando nas dificuldades logísticas que Mitrídates enfrentaria para manter um exército tão grande longe de seus domínios. Estabeleceu seu acampamento a uma certa distância, de onde podia vigiar seu inimigo, interceptar suas comunicações e atrapalhar suas linhas de suprimentos. Quando o inverno impediu que estes viessem por mar, a fome foi tamanha entre seus homens que o rei acabou forçado a levantar o cerco. Um destacamento de vanguarda, com quinze mil homens, foi atacado e aniquilado por Lúculo perto do rio Ríndaco (moderno rio Mustafakemalpaşa). Quando o corpo principal das forças pônticas começou a retirada, Lúculo atacou a retaguarda nos passos de "Esopo" e "Grânico", provocando numerosas baixas. Os que conseguiram escapar, refugiaram-sem em Lâmpsaco, sob o comando de Vário.
O exército de Mitrídates sofreu duramente, mas ele conseguiu manter o domínio marítimo. Vário recebeu o comando da frota com ordens de manter esse domínio no mar Egeu enquanto ele próprio regressava com seus exércitos até a Bitínia. Lúculo enviou legados, Vocônio e Triário, atrás dele enquanto ele próprio tratou de organizar um frota no Helesponto com contribuições de todas as cidades gregas na Ásia Menor. O primeiro combate ocorreu em Ilião (Troia), no qual Lúculo saiu vitorioso. O segundo foi em Lemnos, na qual a frota pôntica quase foi totalmente aniquilada e o próprio Vário foi capturado junto com todo o seu estado-maior.
Lúculo seguiu então para Nicomédia, onde estavam Marco Aurélio Cota e Triário preparando-se para cercar Mitrídates. O rei, quando soube da derrota de sua frota, fugiu da cidade e escapou por mar de volta ao Reino do Ponto. Lúculo chegou e enviou Cota para libertar Heracleia, que estava cercada. Triário, com sua frota, foi enviado até o Bósforo com ordens de bloquear a passagem dos navios inimigos.
Com o seu exército, Lúculo atravesso a Galácia saqueando o país e invadiu o Reino do Ponto sem enfrentar nenhuma oposição séria até Temiscira, mas, para evitar que o rei iniciasse uma campanha de guerra de guerrilha contra suas tropas nas montanhas, Lúculo não o perseguiu até Caberia, onde estava o rei, e parou para cercar Amisos e Eupatória. Esperava que, ao privar o rei destas importantes cidades, acabaria obrigando-o a se render; Mitrídates, porém, enviou reforços às cidades cercadas e permaneceu tranquilo em Caberia, protegido por quarenta mil soldados e quatro mil cavaleiros.

### Campanha de72 a.C.
Calímaco, o comandante da guarnição de Amisos, realizou uma grande defesa da cidade. Apesar da disposição de Lúculo em tomá-la, o cerco se prolongou por todo o inverno sem nenhum resultado decisivo. Na primavera do ano seguinte, Lúculo deixou Lúcio Licínio Murena, a quem havia servido como proquestor na Segunda Guerra Mitridática, com duas legiões para continuar a operação e marchou contra Mitrídates em Caberia, mas a superioridade da cavalaria pôntica impediu que ocorresse uma batalha, mais vantajosa para os romanos. Somente algumas escaramuças foram travadas, nas quais os romanos levaram a pior. Finalmente, por falta de suprimentos, Lúculo se viu obrigado a retirar-se para a Capadócia.
Foi então que dois destacamentos reais, comandados pro Menêmaco e Míron, foram aniquilados por um dos legados de Lúculo e Mitrídates decidiu se distanciar das forças inimigas; porém, ao dar as ordens de retirada, o pânico tomou conta de suas tropas, que debandaram. O próprio rei esteve próximo de ser morto na confusão e foi perseguido pela cavalaria romana até Comana, a partir de onde fugiu para a Armênia, acompanhado apenas de um pequeno corpo de cavalaria. Tigranes III da Armênia o acolheu. Lúculo, depois de se apoderar da fortaleza de Caberia, perseguiu o monarca até Talaura (Gaziura), mas, ao perceber que Mitrídates havia fugido para a Armênia, permaneceu ali e enviou Ápio Cláudio Pulcro como embaixador ao rei Tigranes para pedir-lhe que entregasse Mitrídates.
Lúculo recebeu a submissão da Pequena Armênia, que já havia sido conquistada por Mitrídates, assim como os tributos dos colcas e tibarenos. Em seguida, voltou para submeter completamente o próprio Ponto. As cidades de Amisos e Eupatória, que ainda resistiam, se renderam, mas Amisos foi incendiada por Calímaco antes de sua própria fuga e, apesar de Lúculo ter feito o possível para apagar o fogo, seus soldados estavam mais interessados no saque e a cidade queimou praticamente inteira. Ele, ainda assim, tentou reparar os danos na medida do possível libertando a cidade e convidando novos moradores com a promessa de privilégios especiais. Heracleia, ainda sitiada por Cota, só seria conquistada em 71 a.C. e Sinope foi capturada por Lúculo pouco depois, completando a conquista do Reino do Ponto. Ao mesmo tempo, Macares, filho de Mitrídates, que havia sido nomeado por seu pai rei do Reino do Bósforo, enviou embaixadores com ofertas de submissão ao general romano, ajudando-o inclusive com navios e suprimentos na conquista da Sinope. Enquanto isto, Ápio Cláudio não conseguiu uma resposta positiva de Tigranes e Lúculo desconfiou que os dois reis preparavam uma nova guerra em conjunto.
A próxima preocupação de Lúculo era a reorganização da economia da província da Ásia, que encontrava-se mergulhada numa grave crise financeira provocada pela brutal exploração a que era submetida pelos publicanos, cidadãos encarregados da arrecadação de impostos. Esta monumental tarefa lhe valeu a hostilidade dos equestres e de vários senadores, que eram sempre muito bem pagos com os resultados das depredações dos publicanos.

### Campanha de69 a.C.

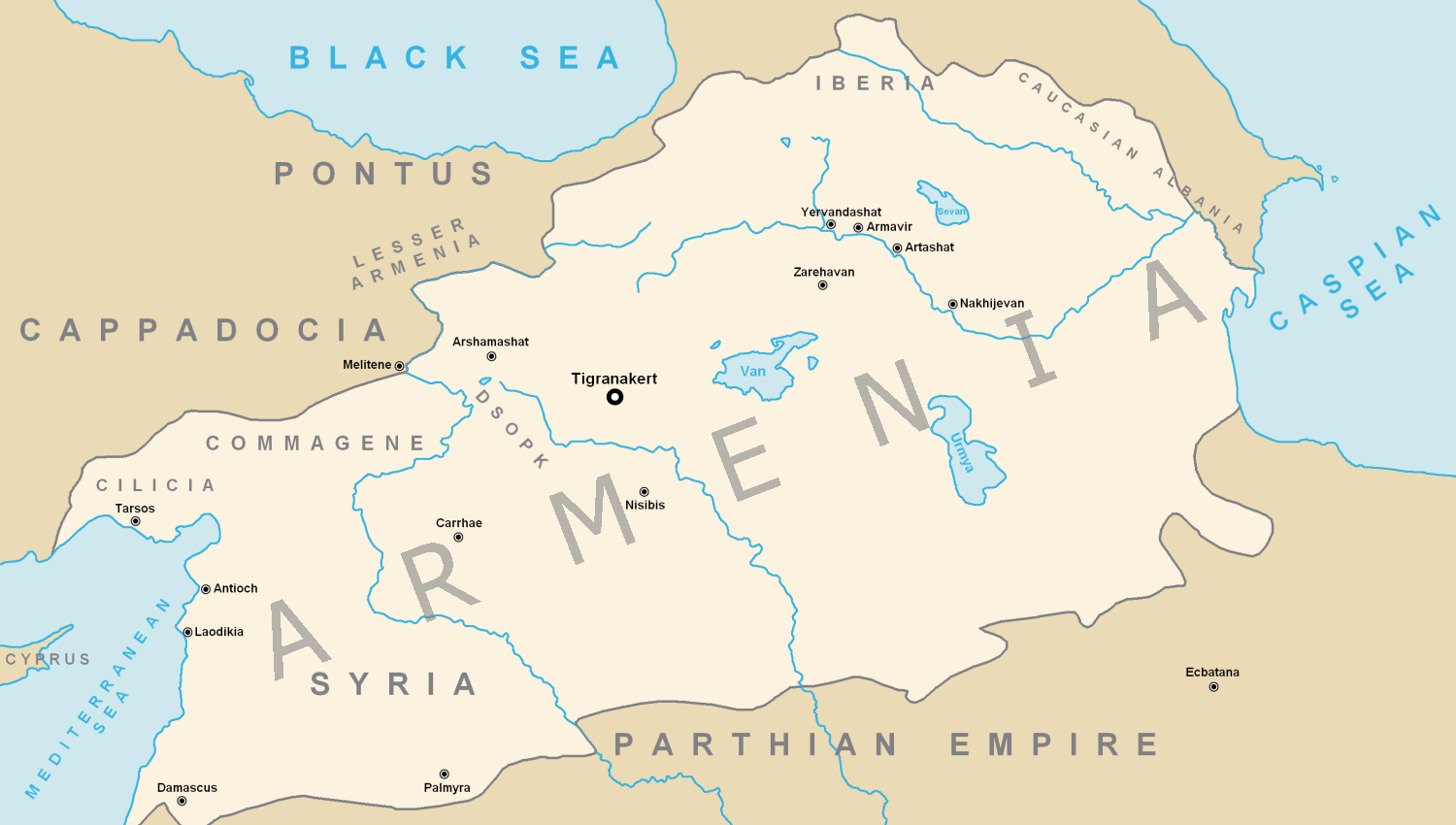
Reino da Armênia por volta de

Na primavera de 69 a.C., Lúculo decidiu se antecipar aos planos de Mitrídates e Tigranes invadindo o Reino da Armênia com 12 000 soldados e 3 000 cavaleiros. No governo do Ponto, deixou Sornácio, e, com a ajuda de Ariobarzanes II, do Reino da Capadócia, cruzou o Eufrates, atravessou a Sofena, cruzou o Tigre e chegou rapidamente até a capital armênia, Tigranocerta. O rei armênio enviou um exército sob o comando de Mitrobarzanes para deter Lúculo, mas ele foi derrotado e suas forças, aniquiladas. Tigranes fugiu de sua capital, cuja defesa foi deixada a cargo de Manceu, retirando-se para o interior do país enquanto recrutava novas tropas. Lúculo cerco Tigranocerta na esperança de que Tigranes tentaria atacar os sitiantes para forçar uma batalha decisiva. Quando o rei conseguiu finalmente reunir seu novo exército, um contingente menor foi enviado para reforçar as defesas e retirar dali suas mulheres e concubinas. Animado com o sucesso, Tigranes apareceu com 150 000 soldados, 55 000 cavaleiros e 20 000 arqueiros e fundeiros. Apesar disto, Lúculo avançou com sua pequena força ao encontro deste formidável exército e, quando alguém o lembrou que o dia (6 de outubro) era um dia de má sorte, ele respondeu: "Então farei dele um dia bem afortunado". Tigranes foi completamente derrotado na Batalha de Tigranocerta (69 a.C.), que havia zombado de Lúculo afirmando que seus homens "eram muito poucos para um exército e demais para uma embaixada" pouco antes da batalha. A queda de Tigranocerta então passou a ser uma questão de tempo. Ela foi saqueada, mas seus cidadãos se salvaram e todos os gregos, que haviam sido obrigados a se mudar da Cilícia e da Capadócia puderam voltar às suas respectivas cidades.
Os nobres locais, entre eles o rei de Comagena, Antíoco I, tiveram que aceitar um protetorado romano. Lúculo investiu o selêucida Antíoco XIII Asiático, que, aproveitando-se da situação, havia recuperado o Reino da Síria dos armênios e havia sido proclamado rei em Antioquia (apesar de já ter sido reconhecido antes como rei pelo Senado Romano). Os romanos invernaram em Corduena enquanto a cidade de Nísibis ainda resistia sob a engenhosa defesa de Calímaco, o mesmo que havia conseguido defender Amisos.
Porém, o mais importante dos monarcas vizinhos na região era Fraates, rei dos partas, a quem Lúculo, sabendo que sua amizade e aliança havia sido intensamente cotejada por Mitrídates e Tigranes, enviou Sextílio como embaixador. O monarca parta recebeu amistosamente o enviado romano e se despediu dele com grandes promessas, mas seu objetivo era apenas contemporizar e, por isso, era duvidosa sua conduta futura. Lúculo, precavido, pensou então em deixar Mitrídates e Tigranes para um segundo momento e marchar diretamente contra Fraates. Mas seus projetos foram interrompidos por uma revolta em seu próprio exército. Enquanto preparava a retomada das operações militares nas regiões montanhosas, Lúculo enviou ordens a Sornácio para que marchasse para ajudá-lo com as tropas que haviam sido deixadas no Ponto, mas os soldados se negaram teimosamente a segui-lo e o legado não conseguiu, de forma nenhuma, se fazer obedecer. Entre eles estavam alguns que haviam sido liderados por Lúculo em Corduena, que se alarmaram com a ideia de marchar contra os partos e não só obrigaram Lúculo a abandonar seus planos, mas, a partir daí, houve dificuldades para retomar a campanha contra Mitrídates e Tigranes.

### Campanha de68 a.C.
Enquanto isto, Tigranes percorreu a Armênia e reuniu um novo exército, assumindo novamente a ofensiva na primavera de 68 a.C.. Oficiais gregos comandavam cerca de 40 000 soldados e 30 000 cavaleiros armênios, iberos e medos (entre outros povos). Aproveitando-se dos saques dos templos e santuários que os romanos perpetravam, Tigranes deu um cariz de defesa da nação e da religião à sua nova investida.
Na primavera de 68 a.C., Lúculo decidiu atacar Artaxata, no coração da Armênia. Saiu da região da Migdônia e chegou lá em pleno verão. Tigranes, acompanhado de Mitrídates VI, recusaram-se a lutar frontalmente contra as legiões romanas e, com a cavalaria, tentaram acabar com suas rotas de abastecimento. Para forçar o combate, Lúculo chegou até o rio Arsânias, no caminho de Artaxata e ali, ao lado de Manzicerta, foi travada a Batalha de Artaxata. A vitória dos romanos foi, novamente, decisiva e os dois reis fugiram em ignomínia, deixando grande parte de seus homens caídos no campo de batalha.
Porém, quando Lúculo quis levar adiante seu plano de conquistar Artaxata, a capital armênia, um fator inesperado se interpôs: suas tropas se negaram a continuar a marcha pela região, considerada inóspita demais. É importante ter em conta que Lúculo, apesar de um grande general, era um aristocrata e tinha muita dificuldade de conquistar o afeto de seus homens. Além disto, suas legiões eram as fimbrianas (comandadas antes por Caio Flávio Fímbria), recrutadas por Lúcio Cornélio Cina para combater Sula. Lúculo as submeteu a uma dura disciplina o que, acrescentada à sua condição de aristocrata e amigo pessoal de Sula, fizeram dele um general tremendamente impopular.
Sem opções, Lúculo teve quer voltar para o sul, onde passou a sitiar Nísibis, na Migdônia, defendida pelo antigo adversário Calímaco. Apesar de considerada totalmente inexpugnável, Lúculo conseguiu capturá-la numa noite de inverno particularmente escura e chuvosa.

### Campanha de67 a.C.

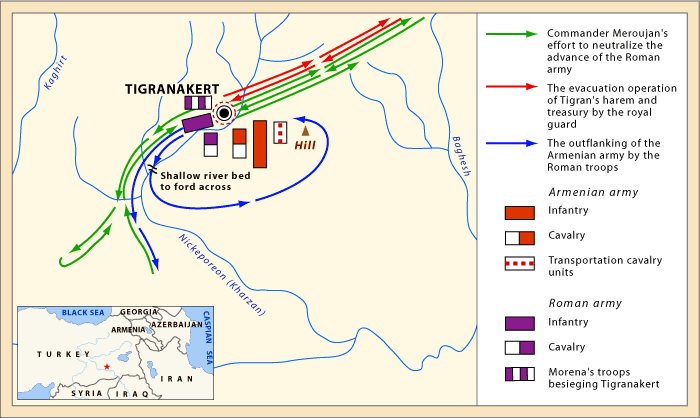
Diagrama da Batalha de Tigranocerta

Porém, o descontentamento entre suas tropas, que já haviam dado muito problema a Lúculo, irrompeu violentamente no acampamento de Nísibis. Estas demonstrações de revolta foram incitadas por seu próprio cunhado, Públio Clódio Pulcro, que foi acusado pelos soldados de prolongar a guerra para atingir seus objetivos pessoais. Lúculo tentou, em vão, convencer o seu exército rebelde a iniciar a campanha na primavera de 67 a.C. e, enquanto ele permanecia imóvel em Nísibis, Mitrídates, com oito mil soldados, a metade deles armênios, voltou para o Ponto e reconquistou facilmente, em poucos meses, todo o seu território original, derrotando, em ações sucessivas, os legados de Lúculo, Triário e Fábio.
Os armênios continuaram seu avanço até a região do Tigre, ocuparam os distritos do norte e quase obrigaram a redição da legião dirigida por Fânio, que só foi salva de um desastre pela chegada do próprio Lúculo.
No começo de 67 a.C., o rei de Atropatene e genro de Tigranes, foi enviado contra o Reino da Capadócia, onde lutou contra as guarnições romanas estacionadas na região, que foram todas aniquiladas. No verão, já dominava uma boa parte do país. Lúculo, diante deste retrocesso e das consequentes críticas em Roma, que agora contavam com o apoio parcial dos optimates, teve que abandonar a Armênia e avançar novamente até o Ponto para restabelecer a situação. Quando chegou, Mitrídates recuou para a Armênia Menor e, quando ele quis persegui-lo, suas tropas novamente se amotinaram, deixando-o parado por todo o verão, uma situação que foi amplamente aproveitada por Mitrídates e Tigranes.
Então chegaram à Ásia legados do Senado Romano com ordens de resolver a situação política na região, especialmente o Ponto, que deveria ser reduzido à condição de província romana, mas eles descobriram que as forças romanas já não mais dominavam o país. Entre os legados estava o irmão do general, Marco Licínio Lúculo. As notícias retornaram a Roma e os adversários de Lúculo se aproveitaram para desacreditá-lo. Um decreto do Senado transferiu o governo da Bitínia e a direção geral da guerra ao cônsul em 67 a.C., Mânio Acílio Glabrião. Porém, ele era completamente incompetente para uma tarefa tão complexa e, quando ele próprio chegou à província e se inteirou de como estavam as coisas, nada fez para alterar a situação e assumir o comando, exceto debilitar ainda mais a posição de Lúculo ao enviar um comunicado às tropas anunciando que seu comandante havia sido substituído e que todos estava livres de sua obediência. No final do ano (67 a.C.), tanto Mitrídates quanto Tigranes haviam recuperado boa parte de seus respectivos reinos, enquanto que Lúculo só comandava uma fração das forças que tinha antes da guerra.
Em 66 a.C., Pompeu assumiu o comando de uma guerra já ganha e Lúculo foi abandonado pelos últimos homens que ainda tinha. Seu sucessor só lhe permitiu voltar a Roma com uma escolta de 1 600 homens para seu triunfo, um grupo de homens tão propensos ao motim que Pompeu os considerava inúteis para o serviço militar. Pompeu aumentou ainda mais a irritação de seu predecessor e rival anulando muitas de suas iniciativas sem sequer esperar que ele partisse de volta para Roma.

## Anos finais

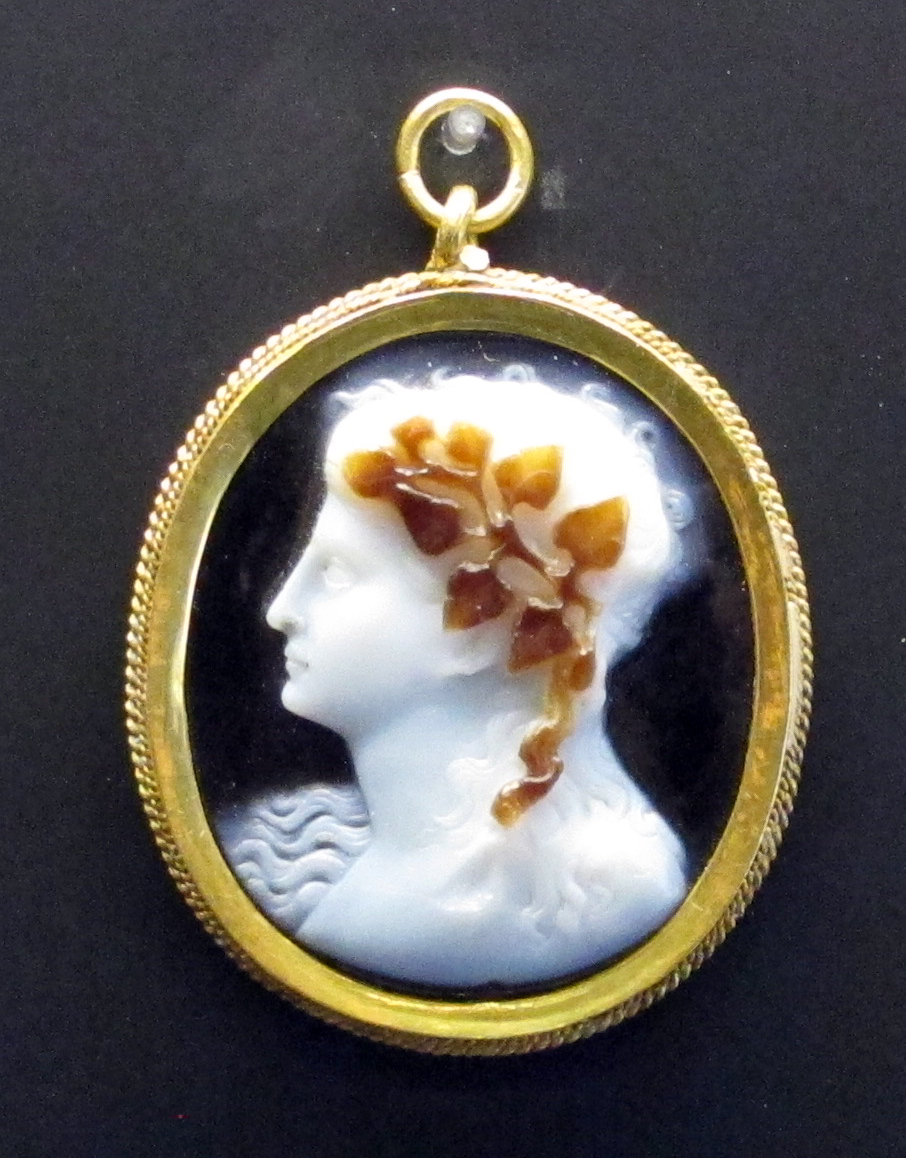
Cameo de Mitrídates VI do Ponto, o grande adversário de Lúculo no oriente

De volta a Roma, foi privado do comando e de seu triunfo (que se arrastou até que Cícero conseguiu que ele fosse celebrado em 63 a.C.) por causa das maquinações de seus adversários, mas não de um gigantesco butim amealhado em suas campanhas.
Lúculo buscou consolo nas artes e no ócio, retirando-se da vida política. Construiu para si uma espetacular mansão no monte Píncio, da qual se conservaram os chamados Jardins de Lúculo (em latim: "Horti Luculiani"), incorporados ao complexo da Villa Borghese, um lugar tão luxuoso que não seria igualado até a época de Nero e seu Casa Dourada. Construiu também outras villas na Campânia e em Túsculo. Tuberão, o Estoico, viu a sua grande villa na costa de Nápoles, com suas elevações suspensas no ar por meio de largos arcos, suas cascatas precipitando-se até o mar, seus canais e tanques para piscicultura e os mil e um luxos à disposição, chamou Lúculo de "Xerxes togado".
Em Túsculo, dispunha de várias casas com maravilhosas vistas e pátios abertos excelentes para passeios. Pompeu, ao conhecê-la, censurou-o por, tendo construído a casa com tanta comodidade para o verão, a havia tornado inabitável para o inverno. Sorrindo, Lúculo lhe respondeu que por que ele deveria ser menos que as garças e cegonhas e não poder trocar de casa conforme as estações.
As refeições cotidianas de Lúculo eram um esbanjamento de riqueza, não apenas por causa dos panos púrpuras, vasilhas, pedrarias e entretenimentos, mas também pelos pratos mais raros, delicados e deliciosos de seu tempo. Conta-se que, certa vez, estava sozinho para o jantar e seus criados puseram a mesa para um e prepararam um jantar modesto. Incomodado com isto, chamou seu mordomo e, como este lhe respondeu que não sabia de nenhum convidado, pensando que seu mestre não iria querer nada mais faustoso, disse-lhe: «Mas como! Não sabias que hoje Lúculo janta com Lúculo?» Em seguida, foi servido um esplendoroso banquete que ele desfrutou sozinho. Acredita-se que Lúculo tenha introduzido em Roma o consumo de cereja, a pera ("maçã persa") e o damasco.
Em seus últimos anos de vida, Lúculo foi gradualmente perdendo o juízo, apesar de Cornélio Nepos indicar que tal fato não era devido à velhice ou à doença, mas a uma beberagem que lhe oferecia um de seus libertos, um tal Calístenes. Quando, já muito idoso, ficou doente, seu irmão, Marco Terêncio Varrão Lúculo encarregou-se cuidar de seus bens. Morreu logo depois e todo o povo romano se comoveu com sua morte. Foi cogitada a realização de suas exéquias no Campo de Marte, uma honra exclusiva, mas como eram necessários grandes preparativos para uma cerimônia como esta e sua morte havia sido inesperada, Marco decidiu fazê-lo em sua villa em Túsculo. O próprio Marco morreria logo em seguida, provavelmente por volta de 55 a.C..

## Família
Por volta de 74 a.C., Lúculo casou-se com Cláudia Quinta, filha mais nova de Ápio Cláudio Pulcro, cônsul em 79 a.C., e irmã dos famosos Públio Clódio Pulcro e Clódia (a "Lésbia" de Cátulo), mas o casamento não durou muito. Ao retornar a Roma, Lúculo conseguiu o divórcio de seu desentendimento com Clódio no oriente e rumores de infidelidade. Pouco depois, em 66 a.C., casou-se com Servília Cepião Menor, filha de Hortênsia e Quinto Servílio Cepião (assassinado em Eno, na Trácia), irmã de Servília Cepião, mãe de Bruto. Ela era meia-irmã de Catão, o Jovem e este matrimônio serviu para que Lúculo conquistasse o apoio político que precisava em Roma. Deste matrimônio nasceu seu filho Lúcio, cujo mentor foi o próprio Catão.
Quando irrompeu a Segunda Guerra Civil da República Romana (49 a.C.), ela e o jovem Lúcio foram com Catão para a Sicília e, de lá, seguiram para a Ásia. Catão a deixou em Rodes antes de seguir para se juntar a Pompeu.

## Caráter e legado
Lúculo foi descrito por Plutarco como "de estatura garbosa, boa presença e elegante na fala", Lúculo passaria para a história por causa de suas extravagâncias, um protótipo eterno do luxo desmedido, apesar de seu inegável talento, inteligência e honestidade. Encastelado como um monstro indolente em seus luxuosos palácios e jardins, cansado de tantas disputas, dedicou-se por inteiro ao exercício da filosofia, entregue à investigação da verdade e à prática da meditação calma sobre as plácidas doutrinas de Epicuro. Teve uma excelente instrução e falava corretamente o latim e o grego. 
Foi lembrado como um homem de vastíssima cultura, protetor das artes e das letras, foi o único romano importante na era republicana tardia que demonstrou interesse na ideia de construir uma biblioteca pública. Sobre seu interesse nas letras, diz Plutarco, que, ainda muito moço, na ocasião de uma disputa com o jurisconsulto Hortênsio e com o historiador Sisena, comprometeu-se a escrever a história da Guerra Social, em verso ou prosa, em grego ou latim, a depender da sorte; aparentemente a obra foi em prosa grega, mas, infelizmente, se perdeu.

## Bibliografía
- Broughton, T. Robert S. (1952). The Magistrates of the Roman Republic. Volume II, 99 B.C. - 31 B.C. (em inglês). Nova Iorque: The American Philological Association. 578 páginas
- Christ, Karl (2004). Pompeyo. Barcelona: Herder. ISBN 978-84-2542-455-0
- Ferrero, Guglielmo (1901–1907). Grandezza e decadenza di Roma. Grandeza y decadencia de Roma (em espanhol). 1–5. [S.l.]: Biblioteca Tercer Milenio
- Goldsworthy, Adrian (2003). Grandes generales del ejército romano (em espanhol). Barcelona: Ariel, 2005. ISBN 978-84-3446-770-5
- Goldsworthy, Adrian (2006). César: la biografía definitiva (em espanhol). Madrid: La Esfera de los Libros, 2007. ISBN 978-84-9734-658-0
- Holland, Tom (2003). Rubicón: Auge y caída de la República romana (em espanhol). Barcelona: Planeta, 2005. ISBN 978-84-0805-709-X
- Keaveney, Arthur (1982). Sulla. The Last Republican (em inglês). 2ª edición revisada. Londres: Routledge, 2005. ISBN 978-02-030-2251-3
- Keaveney, Arthur (1992). Lucullus. A Life (em inglês) 2.ª revista ed. Piscataway: Gorgias Press, 2009. ISBN 978-16-072-4078-5
- Mommsen, Theodor (1856a). Historia de Roma (em inglês). 3. Madrid: Turner, 2003. ISBN 978-84-7506-607-0
- Mommsen, Theodor (1856b). Historia de Roma (em inglês). 4. Madrid: Turner, 2003. ISBN 978-84-7506-608-9
- Tatum, W.J. (1991). Athenaeum (79). Lucullus and Clodius at Nisibis (Plutarch, 'Lucullus' 33-34) (em inglês). [S.l.: s.n.] p. 569–579
- Tröster, M. (2004). Maia (56). Aspetti della tecnica biografica di Plutarco. A proposito della tryphê di Lucullo (em italiano). [S.l.: s.n.] p. 483–499
- Tröster, M. (2008). Themes, Character, and Politics in Plutarch's Life of Lucullus. The Construction of a Roman Aristocrat (em inglês). Stuttgart: [s.n.]
- Van Ooteghem, J. (1959). Lucius Licinius Lucullus (em inglês). Bruxelas: [s.n.]
- Villoresi, M. (1939). Lucullo (em italiano). Firenze: [s.n.]